# Zestoa
Zestoa község Spanyolországban, Gipuzkoa tartományban. Zestoa Aizarnazabal, Aia, Zumaia, Errezil, Azpeitia és Deba községekkel határos. Lakosainak száma 3838 fő (2024).

## Népesség
A település népessége az utóbbi években az alábbiak szerint változott:
| Lakosok száma | 3138 | 3104 | 3311 | 3479 | 3655 | 3656 | 3734 | 3711 | 3769 | 3838 |
|               | 2001 | 2004 | 2006 | 2009 | 2011 | 2014 | 2016 | 2019 | 2021 | 2024 |